# Hokkaidō Shinkansen

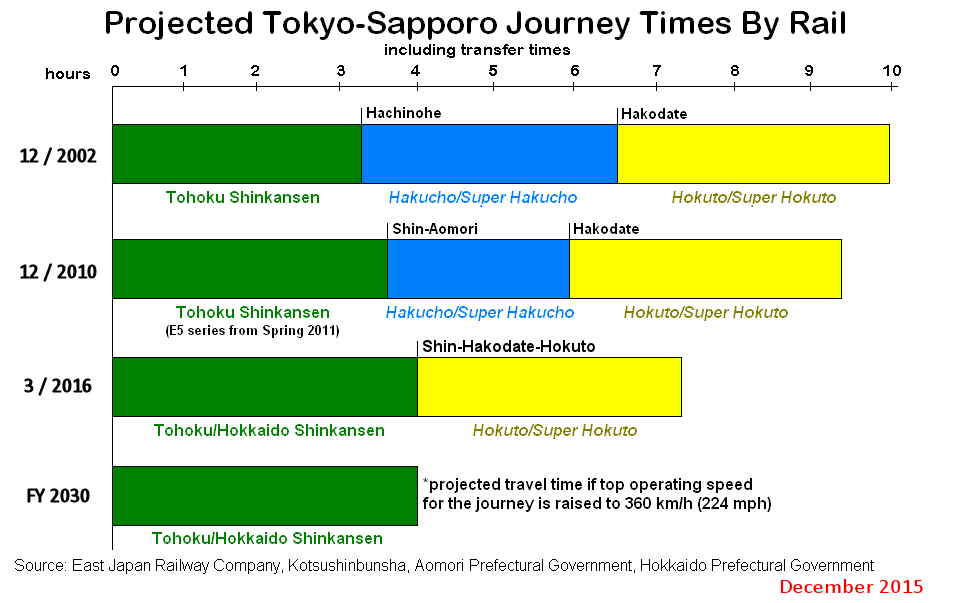
Sơ đồ thể hiện thời gian của hành trình giữa
Tokyo và Sapporo khi tuyến Hokkaido Shinkansen được kéo dài. Thời điểm thay đổi từ 2015 sang 2016, và 2020 đến 2030.

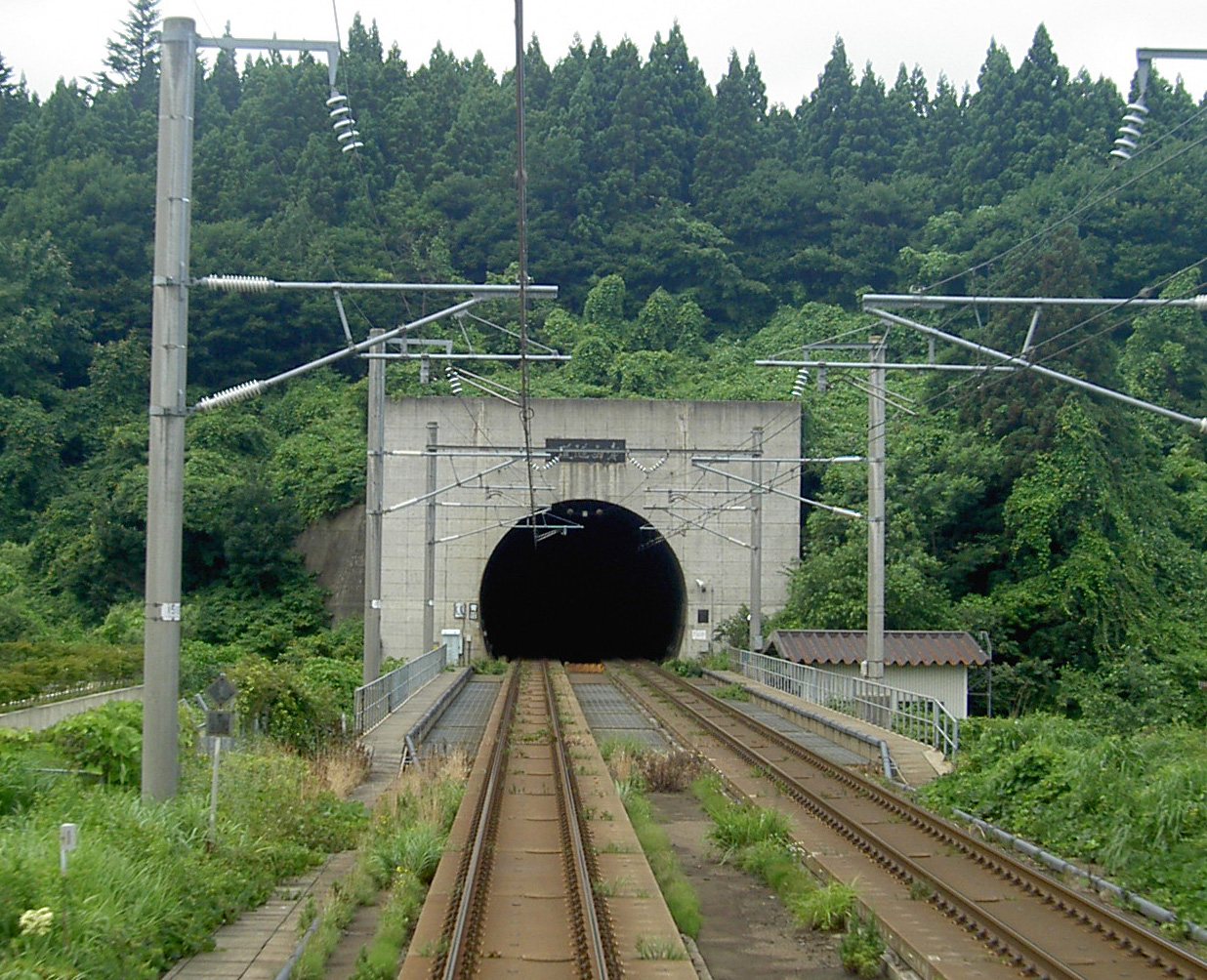
Lối vào hầm Seikan phía Honshu. Đường rây được mở nối thêm thanh rộng bên ngoài để phù hợp với chuẩn Hokkaido Shinkansen.

Hokkaido Shinkansen (北海道新幹線 Hokkaidō Shinkansen, Bắc Hải Đạo tân cán tuyến) là một tuyến shinkansen của Nhật Bản, nối tỉnh Aomori trên đảo Honshu với vùng Hokkaido qua đường hầm Seikan. Công trình bắt đầu xây dựng tháng 5 năm 2005 nối Shin-Aomori với Shin-Hakodate-Hokuto, và chính thức đưa vào hoạt động từ ngày 26 tháng 3 năm 2016. Tuyến nối với ga Sapporo dự kiến hoạt động năm 2030. Tuyến này do JR Hokkaido vận hành.

## Các ga
| Ga                                        | Tiếng Nhật     | Khoảng cách (km) | Chuyển chuyến                                                                             | Vị trí           | Vị trí   |
| ----------------------------------------- | -------------- | ---------------- | ----------------------------------------------------------------------------------------- | ---------------- | -------- |
| Hoạt động ngày 26 tháng 3 năm 2016        |                |                  |                                                                                           |                  |          |
| Shin-Aomori                               | 新青森         | 0.0              | Ōu Main Line, Tohoku Shinkansen                                                           | Aomori           | Aomori   |
| Okutsugaru-Imabetsu                       | 奥津軽いまべつ | 38.5             | Tsugaru Line (Tsugaru-Futamata) Tsugaru-Kaikyō Line                                       | Imabetsu         | Aomori   |
| Đường hầm Seikan                          |                |                  |                                                                                           |                  |          |
| Kikonai                                   | 木古内         | 113.3            | Esashi Line, Kaikyō Line                                                                  | Kikonai          | Hokkaido |
| Shin-Hakodate-Hokuto                      | 新函館北斗     | 148.9            | Hakodate Main Line                                                                        | Hokuto           | Hokkaido |
| Đang xây dựng. Dự kiến hoạt động năm 2030 |                |                  |                                                                                           |                  |          |
| Shin-Yakumo                               | 新八雲         | 203.0            |                                                                                           | Yakumo           | Hokkaido |
| Oshamambe                                 | 長万部         | 236.1            | Hakodate Main Line, Muroran Main Line                                                     | Oshamambe        | Hokkaido |
| Kutchan                                   | 倶知安         | 290.2            | Hakodate Main Line                                                                        | Kutchan          | Hokkaido |
| Shin-Otaru                                | 新小樽         | 328.2            |                                                                                           | Otaru            | Hokkaido |
| Sapporo                                   | 札幌           | 360.2            | Chitose Line, Hakodate Main Line, Sasshō Line (Gakuen-Toshi Line) Namboku Line, Tōhō Line | Kita-ku, Sapporo | Hokkaido |